# El Rosario (Morazán)
El Rosario è un comune del dipartimento di Morazán, in El Salvador.
| Controllo di autorità | VIAF (EN) 159676579 · LCCN (EN) n2009033318 |